# Per-Olof Svensson
Per-Olof Svensson, född 13 januari 1942 i Ytterlännäs församling i Västernorrlands län, död 12 oktober 2012 i Ljusdal-Ramsjö församling, var en svensk politiker (socialdemokrat), verksam som förtroendevald från 1979[källa behövs], som under perioden 1998–2006 var riksdagsledamot. Under perioden januari 1992 – december 1998 kommunalråd i Ljusdals kommun. Från februari 2007 styrelseordförande i Region Gävleborg.
Svensson var verksam i riksdagens skatteutskott, EU-nämnd samt finansutskott. Han var ledamot (1998–2002) samt vice ordförande (2002–2007) för Premiepensionsmyndigheten, samt ledamot av Riksgäldens styrelse 1999–2007. Under åren 1999–2004 var han ledamot av OSEK - Offentlighets och sekretesskommittén.
Ordf i styrelsen för Almi Invest N.Sverige AB fr.o.m. 2008.
Styrelseordförande i Ljusdals Energi AB, Ljusdals Elnät AB, I Ljusdals Vatten AB, i Ljusdals Renhållning AB samt Ljusnet AB.[källa behövs]
Svensson är gravsatt på Ljusdals södra kyrkogård.